# 大城多故事
大城多故事（英語：Metropia）是一套加拿大的電視肥皂劇，在多元文化電視台播放。本節目在多元二台於每晚十時三十分播放, 所有在上述時間播放的節目將於星期日晚間九時於多元一台播放。本節目是在多倫多的不同文化族群的區份內所拍攝和正式提及男同性戀和女同性戀的情況。本節目於2004年10月首演，由環球的48火車製作小組及包括部分在內的演員出演。

## 演出
- – 安俊
- - 永年
- – 尚濤
- – 索菲
- – 思恩
- – 佐敦
- – 瑋娃
- – 李
- – 鳳凰
- 基奴‧馬洛哥 – 成托
- – 美莎
- 巴納‧莫施 – 由利
- – 祖菲
- – 則業
- – 樂哲
- 積‧西敏 - 國烈
- – 嘉夫
- – 柏力
- 米雪‧華倫尼 – 瑞比
- 威士‧威廉 – 君詩
- - 瑪雅

## 外部連結
- 大城多故事
- Imdb Page （页面存档备份，存于）
- TV.com （页面存档备份，存于）